# Warhammer 40,000: Armageddon
Warhammer 40,000: Armageddon est un jeu vidéo de stratégie au tour par tour développé par The Lordz Games Studio et édité par Slitherine Software, sorti en 2014 sur Windows, Mac, iOS et Android.

## Accueil
- Gamezebo : 3,5/5[1]
- Jeuxvideo.com : 14/20[2]
- Pocket Gamer : 7/10[3]
- TouchArcade : 4/5[4]